# Саудијска Арабија на Олимпијским играма
Саудијска Арабија се први пут појавила на Олимпијским играма 1972. године. Од тада Саудијска Арабија је пропустила само једне Летње олимпијске игре и то 1980. када се придружила бојкоту игара у Москви.
На Зимским олимпијским играма Саудијска Арабија никада није учествовала и никада није била домаћин олимпијских игара.
Олимпијци из Саудијске Арабије су закључно са 2008. годином освојили 2 медаље на олимпијадама, 1 сребрну и 1 бронзану, обе на Летњим олимпијским играма. 
Национални олимпијски комитет Саудијске Арабије (Saudi Arabian Olympic Committee) је основан 1964. а признат од стране Међународног олимпијског комитета 1965. године. Саудијским законом, женама је забрањено учествовање на Олимпијским играма, међутим МОК врши притисак на саудијски олимпијски комитет да пошаље и женске такмичаре на олимпијаду, почевши од 2012.

## Медаље
| Учешће и освојене медаље Саудијске Арабије на ОИ |       |        |        |        |  |   |   |   |   |  |
| Спортска дисциплина                              | Злато | Сребро | Бронза | Укупно |  |   |   |   |   |  |
| Атлетика                                         | 0     | 1      | 0      | 1      |  |   |   |   |   |  |
| Коњички спорт                                    | 0     | 0      | 2      | 2      |  |   |   |   |   |  |
| Укупно                                           |       |        |        |        |  | 0 | 1 | 2 | 3 |  |

### Освајачи медаља на ЛОИ
| Бр. | Медаља | Име                                                                               | Игре          | Спорт         | Дисциплина                        | Ж | М |
| --- | ------ | --------------------------------------------------------------------------------- | ------------- | ------------- | --------------------------------- | - | - |
| 1.  |        | Hadi Al-Somaily                                                                   | Атланта 1996. | Атлетика      | 400 м препоне                     | − | м |
| 1.  |        | Khaled Al Eid                                                                     | Сиднеј 2000.  | Коњички спорт | прескакање препрека (појединачно) | − | − |
| 2.  |        | Састав екипе - Ramzy Al Duhami Abdullah Al Saud Kamal Bahamdan Abdullah Sharbatly | Сиднеј 2000.  | Коњички спорт | прескакање препрека (екипно)      | − | − |

### Освојене медаље на ЛОИ
| Освојене медаље Саудијске Арабије на ЛОИ |                                    |                                    |                                    |                                    |                                    |                                    |                                    |                                    |                                    |                                    |
| ЛОИ                                      | Носилац заставе                    | Учешће                             | Муш.                               | Жене                               | спорт.                             | Злато                              | Сребро                             | Бронза                             | Укупно                             | Ранг                               |
| 1972. Минхен                             |                                    |                                    |                                    |                                    |                                    | 0                                  | 0                                  | 0                                  | 0                                  |                                    |
| 1976. Монтреал                           |                                    |                                    |                                    |                                    |                                    | 0                                  | 0                                  | 0                                  | 0                                  |                                    |
| 1980. Москва                             | Саудијска Арабија није учествовала | Саудијска Арабија није учествовала | Саудијска Арабија није учествовала | Саудијска Арабија није учествовала | Саудијска Арабија није учествовала | Саудијска Арабија није учествовала | Саудијска Арабија није учествовала | Саудијска Арабија није учествовала | Саудијска Арабија није учествовала | Саудијска Арабија није учествовала |
| 1984. Лос Анђелес                        |                                    |                                    |                                    |                                    |                                    | 0                                  | 0                                  | 0                                  | 0                                  |                                    |
| 1988. Сеул                               |                                    |                                    |                                    |                                    |                                    | 0                                  | 0                                  | 0                                  | 0                                  |                                    |
| 1992. Барселона                          |                                    |                                    |                                    |                                    |                                    | 0                                  | 0                                  | 0                                  | 0                                  |                                    |
| 1996. Атланта                            |                                    |                                    |                                    |                                    |                                    | 0                                  | 0                                  | 0                                  | 0                                  |                                    |
| 2000. Сиднеј                             |                                    |                                    |                                    |                                    |                                    | 0                                  | 1                                  | 1                                  | 2                                  |                                    |
| 2004. Атина                              |                                    |                                    |                                    |                                    |                                    | 0                                  | 0                                  | 0                                  | 0                                  |                                    |
| 2008. Пекинг                             |                                    |                                    |                                    |                                    |                                    | 0                                  | 0                                  | 0                                  | 0                                  |                                    |
| 2012. Лондон                             |                                    |                                    |                                    |                                    |                                    | 0                                  | 0                                  | 1                                  | 1                                  |                                    |
| 2016. Рио де Жанеиро                     |                                    |                                    |                                    |                                    |                                    | 0                                  | 0                                  | 0                                  | 0                                  |                                    |
| 2020. Токио                              |                                    |                                    |                                    |                                    |                                    |                                    |                                    |                                    |                                    |                                    |
| 2024. Париз                              |                                    |                                    |                                    |                                    |                                    |                                    |                                    |                                    |                                    |                                    |
| 2028. Лос Анђелес                        | предстојећи догађај                |                                    |                                    |                                    |                                    |                                    |                                    |                                    |                                    |                                    |
| 2032. Бризбејн                           | предстојећи догађај                |                                    |                                    |                                    |                                    |                                    |                                    |                                    |                                    |                                    |
| Укупно                                   |                                    |                                    |                                    |                                    |                                    | 0                                  | 1                                  | 2                                  | 3                                  |                                    |